# Elektrownia Wodna Żarnowiec

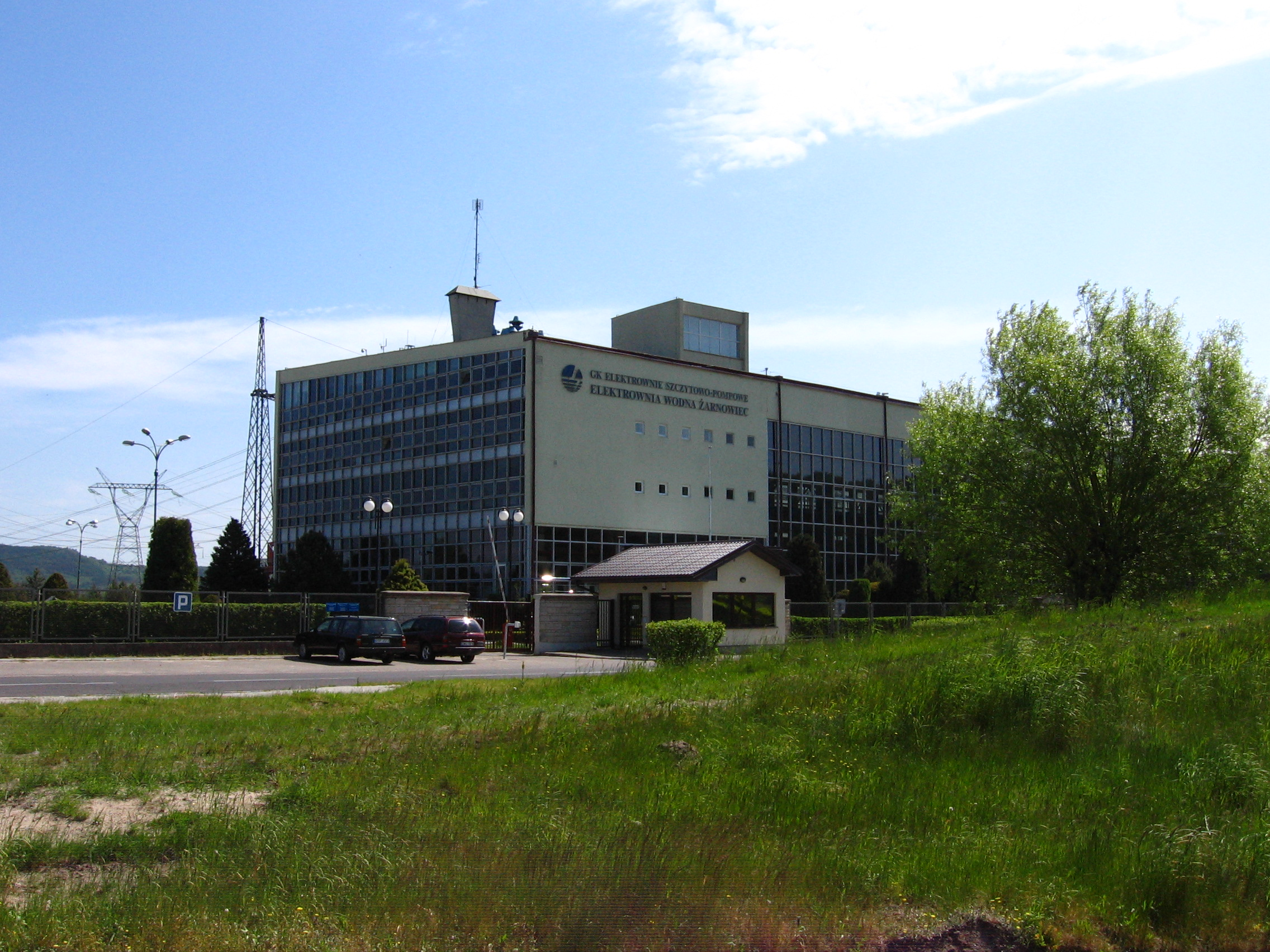
Elektrownia Wodna Żarnowiec – budynek elektrowni

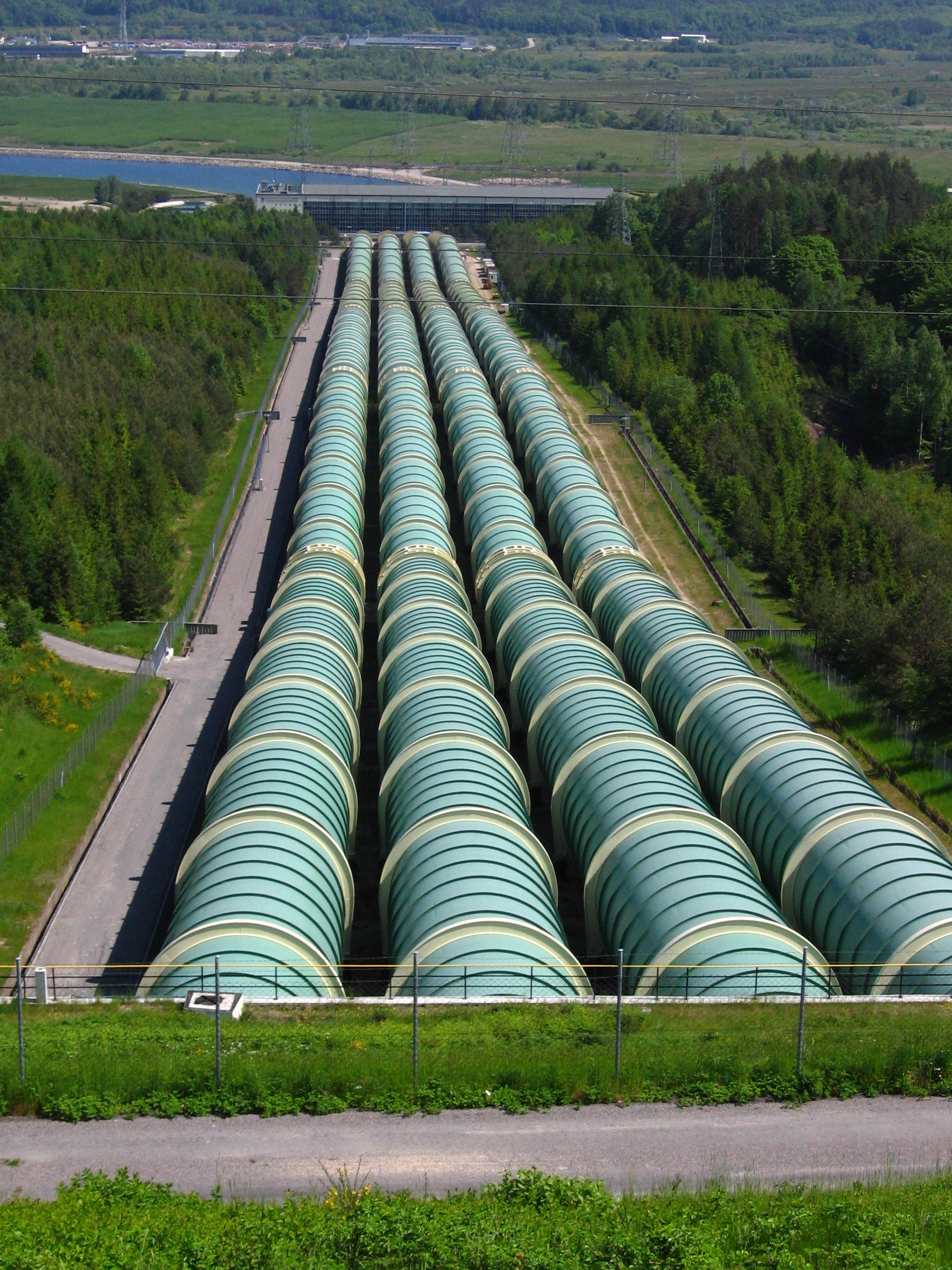
Elektrownia Szczytowo-Pompowa Żarnowiec w Czymanowie – rury, które łączą zbiorniki: górny i dolny

Elektrownia Wodna Żarnowiec – największa w Polsce elektrownia szczytowo-pompowa. Położona w miejscowości Czymanowo nad Jeziorem Żarnowieckim w województwie pomorskim na granicy powiatów puckiego i wejherowskiego.
Budowę elektrowni rozpoczęto 1 czerwca 1973, a oddanie do eksploatacji nastąpiło w 1983. Zaplanowana została jako akumulator energii dla powstającej w pobliskim Kartoszynie Elektrowni Jądrowej Żarnowiec.
Górny zbiornik wodny elektrowni to zbiornik Czymanowo wybudowany w miejscu dawnej wsi Kolkowo. Jest to sztuczny zbiornik o powierzchni 135 ha, pojemności użytkowej 13,8 mln m³ i całkowitej 16 mln m³. Niecka zbiornika jest otoczona wałami ziemnymi i całkowicie pokryta warstwą asfaltu. Rzędna lustra wody w górnym zbiorniku wynosi ponad 100 m n.p.m., a jego wahania sięgają 16 metrów. Zbiornik pozwala na zgromadzenie w energii potencjalnej wody 3,6 GWh energii elektrycznej.
Zbiornik dolny stanowi Jezioro Żarnowieckie o powierzchni 1470 ha i pojemności 121 hm³. Praca elektrowni wywołuje w jeziorze wahania poziomu zwierciadła wody wynoszące 1 m.
Zbiornik górny jest połączony z elektrownią znajdującą się nad kanałem łączącym ją ze zbiornikiem dolnym, czterema zwężającymi się rurociągami stalowymi o długości 1100 m każdy i średnicy 7,1 m przy wlocie górnym i 5,4 m przy wlocie dolnym do elektrowni. Maksymalny przepływ przez wszystkie cztery rurociągi wynosi 700m3 na sekundę, co w połączeniu z pojemnością górnego zbiornika pozwala na ciągłą pracę pełną mocą przez 5,5 godziny i stanowi zasób energii elektrycznej o wartości 3,6 GWh.
Elektrownia wyposażona jest w cztery jednakowe hydrozespoły odwracalne z turbinami Francisa o mocy łącznej 716 MW i 800 MW maksymalnie w cyklu pracy pompowej. Elektrownia połączona jest z Jeziorem Żarnowieckim kanałem o długości 835 m, szerokości 250 m, głębokości do 13 m. Prędkość przepływu wody w kanale podczas pracy elektrowni nie przekracza 1 m/s.
| dla pracy turbinowej | dla pracy pompowej  |
| -------------------- | ------------------- |
| 4 x 179 MW = 716 MW  | 4 x 200 MW = 800 MW |

Turbiny uruchamiane są zdalnie z Krajowej Dyspozycji Mocy w Warszawie.
Właścicielem elektrowni jest spółka PGE Energia Odnawialna S.A., która jest jednocześnie operatorem żarnowieckiej elektrowni.